# Mieczysław Grydzewski
Mieczysław Grydzewski (* 27. Dezember 1894 in Warschau; † 9. Januar 1970 in London) war ein polnischer Journalist, Zeitungsverleger, Kolumnist und Literaturkritiker.
Grydzweski besuchte in Warschau das Privatgymnasium und das Handelslyceum. Während des Ersten Weltkrieges begann er ein Jurastudium an der Universität Moskau, ab 1916 studierte er Geschichte an der Universität Warschau. 1916 veröffentlichte er seinen ersten Beitrag in der akademischen Zeitschrift Pro arte et studio. Ab 1917 gehörte er deren Redaktion und veröffentlichte zahlreiche Artikel, Polemiken und Kolumnen.
1920 gehörte er zu den Gründern der Zeitschrift Skamander. Obwohl diese von den Mitgliedern der gleichnamigen Dichtergruppe (Jarosław Iwaszkiewicz, Jan Lechoń, Antoni Słonimski, Julian Tuwim und Kazimierz Wierzyński) geleitet wurde, hatte er bald faktisch die Funktion des Chefredakteurs und Herausgebers inne. Für eine Arbeit über die polnisch-französischen Beziehungen zur Zeit Stanislaus II. August Poniatowskis unter Aufsicht von Marceli Handelman erhielt er 1922 einen Doktortitel.
Ab 1924 gab er mit Antoni Borman die Literaturzeitschrift Wiadomości Literackie heraus, für die er auch als Redakteur arbeitete. Die Zeitschrift war demokratisch-liberal, antirassistisch und pazifistisch ausgerichtet und informierte regelmäßig über das ausländische Kulturleben, insbesondere auch die französische und englische Literatur (Marcel Proust, Joseph Conrad). Hier erschienen u. a. 1927 auch Antoni Słonimskis Kroniki tygodniowe.
1925–26 gab er zudem mit Borman und Julian Tuwim die Zeitschrift To-To heraus. In französischer Sprache erschien ab 1926 seine Monatszeitschrift La Pologne Litteraire, wiederum mit Borman veröffentlichte er ab 1936 die Monatszeitschrift Przyjaciel Psa. Nach Ausbruch des Zweiten Weltkrieges flüchtete er über Rumänien, Jugoslawien und Italien nach Frankreich. Im März 1940 begann er, in Paris die Polnischen politischen und literarischen Nachrichten zu veröffentlichen, deren offizieller Herausgeber Zygmunt Nowakowski war. Nach der Besetzung Frankreichs ging er nach Großbritannien, wo er seine Wochenzeitung bis zur Schließung durch die Behörden 1944 fortführte. Ab September 1944 hatte er eine regelmäßige Kolumne in der Zeitschrift Polska Walcząca.
1946 nahm er in London die Veröffentlichung der Zeitschrift Wiadomości Literackie wieder auf, die er bis 1966 herausgab. In dieser veröffentlichte er seine Artikel und Kolumnen, Theater- und Literaturkritiken. Daneben veröffentlichte er auch Artikel im Dziennik Polski und Dziennik Żołnierza. 1956–67 wurde er für seine literaturkritischen Arbeiten mit dem Preis der Jurzykowski Foundation ausgezeichnet.